# Alchemilla bifurcata
Alchemilla bifurcata é uma espécie de rosácea do gênero Alchemilla, pertencente à família Rosaceae.